# Myrmica scabrinodis
 (mai 2020).
Si vous disposez d'ouvrages ou d'articles de référence ou si vous connaissez des sites web de qualité traitant du thème abordé ici, merci de compléter l'article en donnant les références utiles à sa vérifiabilité et en les liant à la section « Notes et références ».
Espèce
Synonymes
- Myrmica pilosiscapus Bondroit, 1920[2]
- Myrmica rolandi reticulata Stärcke, 1942[2]
- Myrmica scabrinodis rugulosoides Forel, 1915[2]
- Myrmica scabrinodis scabrinodosabuleti Sadil, 1951[2]
- Myrmica symbiotica (Menozzi, 1925)[2]
- Sommimyrma symbiotica Menozzi, 1925[2]

Myrmica scabrinodis est une espèce de fourmis commune de la sous-famille des Myrmicinae. Elle est répandue en Europe et au nord-ouest de l'Asie.

## Caractéristiques
Les ouvrières sont de couleur rouge à marron et mesurent de 3,5 à 5 mm. L'espèce est très proche d'autres espèces du genre Myrmica et il est difficile de les distinguer.

## Écologie et comportement

### Cycle de vie
Les colonies sont monogynes (une seule reine) ou faiblement polygynes (quelques reines). Elles sont formées en général de plusieurs centaines d'ouvrières (jusqu'à 2 500). Les colonies sont formées par fondation indépendante, après un essaimage qui a lieu entre juillet et septembre, au cours duquel les mâles et les femelles s'accouplent.

### Prédation
Cette espèce de fourmis est l'hôte principal du champignon entomopathogène Rickia wasmannii.
Les chenilles du genre Phengaris sont les principales menaces de Myrmica scabrinodis avec des espèces telles que Phengaris arion développant une relation prédatrice,.

## Habitat et répartition
Myrmica scabrinodis vit dans des habitats variés mais préfère les milieux modérément humides, tels que les tourbières ou les prairies. On la retrouve aussi dans des landes et des forêts ouvertes, puisqu'elle apprécie un ensoleillement direct. Elle construit des nids dans le sol, dans des touffes d'herbe ou de mousse, même sous des pierres ou dans du bois pourri.
L'espèce est observée jusqu'à 2 000 m d'altitude.

## Liste des sous-espèces
Selon Catalogue of Life (7 mai 2020) :
- sous-espèce Myrmica scabrinodis eidmanni Menozzi, 1930
- sous-espèce Myrmica scabrinodis intermedia Kuznetsov-Ugamsky, 1927
- sous-espèce Myrmica scabrinodis scabrinodis Nylander, 1846
- sous-espèce Myrmica scabrinodis scabrinodosabuleti Sadil, 1952
- sous-espèce Myrmica scabrinodis ussuriensis Kuznetsov-Ugamsky, 1928